# Jorge Eduardo Scheinig
Jorge Eduardo Scheinig (Carapachay, 5 giugno 1959) è un arcivescovo cattolico argentino, dal 4 ottobre 2019 arcivescovo metropolita di Mercedes-Luján.

## Biografia

### Formazione e ministero sacerdotale
Dopo essersi formato in seminario, è stato ordinato sacerdote il 9 dicembre 1983 dal vescovo Alcides Jorge Pedro Casaretto presso la cattedrale di San Isidro. Conseguita la licenza in teologia pastorale presso la Pontificia università cattolica argentina è stato direttore pastorale delle scuole San Martín de Tours in San Fernando e San Gabriel di Vicente López e docente di teologia pastorale nel seminario della diocesi di San Isidro e nella facoltà di teologia dell'università cattolica argentina.
Ha avuto modo di conoscere papa Francesco quando era ancora arcivescovo di Buenos Aires durante i convegni che annualmente coordinava sul tema della pastorale urbana, dal momento che ne guidava l'équipe di lavoro istituita dall'arcidiocesi; in particolare sosteneva che la Chiesa dovesse adeguarsi e compiere una missione pastorale nei nuovi contesti urbani, e "portare Cristo" nelle periferie urbane.

### Ministero episcopale
Il 18 maggio 2017 papa Francesco lo ha nominato vescovo ausiliare di Mercedes-Luján, assegnandogli la sede titolare di  Ita.
Ha ricevuto l'ordinazione episcopale il 15 luglio successivo presso la cattedrale di Nostra Signora delle Grazie di Mercedes dalle mani dell'arcivescovo metropolita di Mercedes-Luján Agustín Roberto Radrizzani, co-consacranti il vescovo di San Isidro Oscar Vicente Ojea Quintana, il vescovo emerito di San Isidro Alcides Jorge Pedro Casaretto, il vescovo di Viedma Esteban María Laxague e il vescovo ausiliare di Lomas de Zamora Jorge Martín Torres Carbonell.
Il 2 maggio 2019 ha compiuto la visita ad limina.
Il 4 ottobre 2019 papa Francesco, dopo aver elevato al rango di sede metropolitana l'arcidiocesi di Mercedes-Luján, lo ha promosso arcivescovo metropolita della stessa, succedendo a mons. Agustín Roberto Radrizzani, dimessosi per raggiunti limiti d'età. Ha preso possesso dell'arcidiocesi il successivo 9 novembre.
All'interno della Conferenza episcopale argentina è membro della commissione della pastorale sociale.

## Stemma e motto
Il tema scelto dall'arcivescovo per il suo stemma è l'alleanza di Dio con il suo popolo, che fa storia nel suo cammino ed è presenza, seme e sacramento del Regno di Dio. Alleanza tra il cielo, la terra e il Popolo pellegrino a Mercedes-Luján, terre della Pampa (azzurra e verde) e alleanza fatta sulla croce, passione, morte e resurrezione (simboleggiati dalla croce e dal bastone). La lampada accesa invece simboleggia l'effusione dello Spirito Santo nella Pentecoste e la presenza di Maria dolorosa ai piedi della Croce e luminosa come un sole nel Cenacolo.
Il motto scelto: "Soy de la Virgen, nomas" è una frase di Manuel Nero che esprime il suo amore per la sua Patrona e, come il Magnificat, è un inno alle Meraviglie che Dio compie quando irrompe nella storia di ogni persona.

## Genealogia episcopale e successione apostolica
La genealogia episcopale è:
- Cardinale Scipione Rebiba
- Cardinale Giulio Antonio Santori
- Cardinale Girolamo Bernerio, O.P.
- Arcivescovo Galeazzo Sanvitale
- Cardinale Ludovico Ludovisi
- Cardinale Luigi Caetani
- Cardinale Ulderico Carpegna
- Cardinale Paluzzo Paluzzi Altieri degli Albertoni
- Papa Benedetto XIII
- Papa Benedetto XIV
- Papa Clemente XIII
- Cardinale Bernardino Giraud
- Cardinale Alessandro Mattei
- Cardinale Pietro Francesco Galleffi
- Cardinale Giacomo Filippo Fransoni
- Cardinale Carlo Sacconi
- Cardinale Edward Henry Howard
- Cardinale Mariano Rampolla del Tindaro
- Cardinale Antonio Vico
- Arcivescovo Filippo Cortesi
- Arcivescovo Zenobio Lorenzo Guilland
- Arcivescovo Antonio José Plaza
- Vescovo Argimiro Daniel Moure Piñeiro, S.D.B.
- Arcivescovo Agustín Roberto Radrizzani, S.D.B.
- Arcivescovo Jorge Eduardo Scheinig

La successione apostolica è:
- Vescovo Mauricio Alberto Landra (2023)